# 박광범
박광범 (1968년 9월 21일~)은 대한민국의 아나운서이다. 1995년 SBS 공채 5기로 입사했다.
2024년 12월 ubc 개명 울산방송 공채 25기 아나운서이다. 

## 경력

### 뉴스 프로그램
- SBS 뉴스와 생활경제  (2008년 5월 6일 ~ 2009년 4월 24일)
- SBS 1010 뉴스  (2008년 12월 1일 ~ 2011년 1월)
- SBS 12 뉴스   (2011년 11월 7일 ~ 2016년 12월 30일)
- SBS 나이트라인   (신우선 기자의 휴가 또는 출장으로 인하여, 2004년 12월 21일 ~ 2004년 12월 24일 방송분을 진행하였다.)
- SBS 뉴스 (주말) 일요일 6시 진행
- 오늘의 스포츠
- 스포츠 와이드
- 주요 프로야구 중계 캐스터

### 방송
- 생방송 투데이
- 우리가 바꾸는 세상
- 리얼코리아
- 일요음악여행
- 생방송 브라보 나눔로또 (임시 진행)

### 라디오
- SBS 러브FM : 《SBS 정오종합뉴스》 (2017년 1월 2일 ~ 2019년 1월 25일, 2021년 11월 1일 ~ 현재)
- SBS 러브FM : 《박광범의 섹션 라디오》 (2017년 9월 1일 ~ 2020년 3월 29일)
- SBS 러브FM : 《박광범의 생생가요》 (2023년 9월 5일 ~ 2023년 11월 30일)

### 기타
- 영화 새드무비 특별 출연 (남자 아나운서 역)